# Ompok borneensis
Ompok borneensis är en fiskart som först beskrevs av Steindachner, 1901.  Ompok borneensis ingår i släktet Ompok och familjen malfiskar. Inga underarter finns listade i Catalogue of Life.